# ニューロインテリジェンス国際研究機構
ニューロインテリジェンス国際研究機構（ニューロインテリジェンスこくさいけんきゅうきこう、英称：International Research Center for Neurointelligence、略称：IRCN）は、東京大学総長室直属の国際高等研究所。

## 概要
神経の発達、精神疾患などの解明を通じた、次世代型人工知能の開発や人間の知性の起源・根本原理の解明を目指し、生命科学、医学、社会、数理、情報科学を融合した新分野であるニューロインテリジェンス（Neurointelligence）の研究を学際的、総合的に行っている。

## 沿革
2017年10月10日に文部科学省の世界トップレベル国際研究拠点（WPI拠点）として発足。発足時の総長は五神真。初代機構長はヘンシュ貴雄。

## 組織
2020年8月9日時点。

### 機構長
- ヘンシュ貴雄

### 副機構長
- 狩野方伸
- 榎本和生
- 合原一幸

### 主任研究者
- 合原一幸（計算論的研究）
- ツァイ・ミンボ（計算論的研究）
- チャオ・ジーナス（計算論的研究）
- 榎本和生（発生/発達研究）
- 後藤由季子（発生/発達研究）
- ヘンシュ貴雄（ヒト/臨床研究）
- 狩野方伸（発生/発達研究）
- 河西春郎（技術開発）
- 笠井清登（ヒト/臨床研究）
- コナース・アーサー（技術開発）
- 長井志江（計算論的研究）
- 大木研一（発生/発達研究）
- 岡田康志（技術開発）
- 杉山将（計算論的研究）
- 竹内昌治（技術開発）
- 辻晶（ヒト/臨床研究）
- 渡部喬光（ヒト/臨床研究）
- 杉山陽子（矢崎陽子）（発生/発達研究）

### コアファシリティー
- 藤原寛太郎（データサイエンスコア）
- 根東覚（イメージングコア）
- 岡田直大（ヒューマンfMRIコア）
- 鵜飼英樹（ESマウス/ウイルス開発コア）
- 横山チャールズ（サイエンスライティングコア）